# Aderus
Aderus (лат.) — род жуков из семейства адерид (Aderidae).

## Описание
Голова покатая, с явственными висками и с перетяжкой за щетинками, сверху хорошо видная. Глаза слабо выемчатые.

## Систематика
В составе рода:
- Aderus biflexuosa
- Aderus brevicornis
- Aderus brunnipennis
- Aderus brunnipennis (LeConte, 1875)
- Aderus nigrinus
- Aderus nitidifrons
- Aderus oculatus (Panzer 1796)
- Aderus pentatomus (Thomson 1864)
- Aderus populneus (Panzer, 1796)
- Aderus pygmaeus (Degeer 1774)
- Aderus saginatus (Casey, 1895)
- Aderus tantillus (Champion, 1890)